# Саратовка (Карагандинская область)
Сара́товка (каз. Саратовка) — село в Бухар-Жырауском районе Карагандинской области Казахстана, входит в состав Кызылкайынского сельского округа. 

## География
Населённый пункт расположен на западе района, в 27,8 километрах (по автодороге) к востоку от административного центра сельского округа села Кызылкайын, в 94 километрах к западу от административного центра района посёлка Ботакара. Соседние населённые пункты: город Темиртау в 7,5 километрах к северо-востоку, село Тасаул в 9,2 километрах к северо-западу. Транспортное сообщение осуществляется автомобильной дорогой международного значения М-36 «граница РФ (на Екатеринбург) — Алматы, через города Костанай, Астана, Караганда». Абсолютная высота центра села — 575 метров над уровнем моря.

## История
Переселенческий участок Шакпак, запроектированным топографом Шмаковым, был образован в 1906 году на территории Спасской киргизской волости Акмолинского уезда. Согласно справочным сведениям на 1911 год, общая площадь участка составляла 1 632,40 десятин, из них удобной — 788,75, неудобной — 843,65; число душевных долей — 54. Участок находился в 160 верстах от близлежащего города, в 30 — от волостного правления и почтовой станции. На 1911 год — участок пронумерован 168-м. Непосредственно Саратовское сельское общество было образовано в 1909 году, немецкими переселенцами из Поволжья. Согласно энциклопедическому словарю Немцы России, населённый пункт был основан в 1907 году. По Памятной книжке Акмолинской области 1912 года, селение Саратовское — располагалось на 5-м участке и относилось к Лифляндской волости (волостное село — Лифляндское (с 1912 г. — Покорное). По состоянию на 1 января 1915 года Саратовское располагало 53 жителей мужского и 56 женского полов при 12 дворах.
После окончательного установления советской власти на территории нынешней Карагандинской области к середине 1920 года, постановлением Чрезвычайной полномочной комиссии ЦИК КАССР 25 апреля 1921 года была образована Акмолинская губерния, куда вошли бывшие уезды Акмолинской области кроме Омского:26—30. В январе 1923 года было проведено укрупнение волостей, в ходе которого Саратовское вошло в состав Промышленной волости:29—30. В сентябре 1928 года утверждается районно-окружное деление, Саратовское — в составе Промышленного района Акмолинского округа:183—184. В декабре 1930 года на основании постановления ВЦИК от 23 июля 1930 года ликвидируется окружное деление и укрепляются районы, село вошло в состав Карагандинского района (с 1931 года — Тельманский):183—184. С февраля 1932 года — в составе Карагандинской области:230—231. Согласно административно-территориальному делению Казахской ССР на 1 января 1951 года, административный центр Саратовского сельсовета в составе Тельманского района. Постановлением Правительства Республики Казахстан «О мерах по реализации Указа Президента Республики Казахстан "Об изменениях в административно-территориальном устройстве Алматинской, Восточно-Казахстанской, Карагандинской и Северо-Казахстанской областей"» от 23 мая 1997 года, — в составе Бухар-Жырауского района. 

## Современное состояние
На 2016 год в селе — 1 улица. Согласно решению акима Бухар-Жырауского района Карагандинской области от 27 января 2020 года № 1 «Об образовании избирательных участков на территории Бухар-Жырауского района» село относится к избирательному участку № 525, организованном на территории села Кызылкайын по адресу улицу Лесная 1/1. 

## Население
| Численность населения | Численность населения | Численность населения | Численность населения | Численность населения |
| 1915                  | 1989                  | 1999                  | 2009                  | 2021                  |
| --------------------- | --------------------- | --------------------- | --------------------- | --------------------- |
| 109                   | ↗276                  | ↘190                  | ↘137                  | ↘110                  |

национальный состав
Процентное соотношение численно-преобладающих национальностей села согласно переписи населения 1989 года:
| Национальность | Процентное соотношение |
| -------------- | ---------------------- |
| казахи         | 31 %                   |
| русские        | 23 %                   |
| другие         | 46 %                   |